# Iximché
Iximché (o Chi Iximcheꞌ en kaqchikel su nombre significa árbol de maíz"), es un sitio arqueológico maya precolombino en Chimaltenango, Guatemala. Desde su fundación en 1470 hasta su abandono en 1527, Chi Iximcheꞌ fue la capital del reino kaqchikel en el Posclásico Tardío. El sitio incluye varias plazas ceremoniales, templos piramidales, juegos de pelota y residencias de la élite. Iximché fue el primer asentamiento español en Guatemala, y por un breve tiempo, entre 1524 y 1527, sirvió como la primera capital de la región bajo el dominio español antes de que la capital se trasladara a Ciudad Vieja. Hoy en día, Iximché sigue siendo un lugar sagrado para los pueblos indígenas mayas. Se realizan ceremonias y rituales tradicionales en el sitio, especialmente durante días importantes del calendario maya, como el "Waqxaqi’ B’atz'", que marca el inicio de un nuevo ciclo.
La ciudad arqueológica de Chi Iximcheꞌ fue declarada Monumento Nacional de Guatemala en la década de 1960. El sitio cuenta con un pequeño museo con una exhibición de piezas que se hallaron durante las excavaciones, incluyendo esculturas y cerámicas. Está abierto al público todos los días de la semana. Durante algunos años, los kaqchikel eran aliados de los quichés. Sin embargo, el crecimiento del poder de los kaqchikel dentro de esta alianza finalmente causó tantas tensiones que los kaqchikel se vieron obligados a huir de la capital de los quichés y de fundar la ciudad de Chi Iximcheꞌ. los kaqchikeles establecieron su nueva capital en una cumbre con buenas defensas naturales, casi totalmente rodeada de profundos barrancos.
La ciudad de Chi Iximcheꞌ se desarrolló rápidamente, y dentro de 50 años de su fundación alcanzó su extensión máxima. Los gobernantes de Chi Iximcheꞌ eran conformados de cuatro nobles principales, extraídos de los cuatro clanes más importantes del pueblo kaqchikel, aunque solo eran los señores de los clanes Sotz'il y Xajil quienes poseían el poder real.

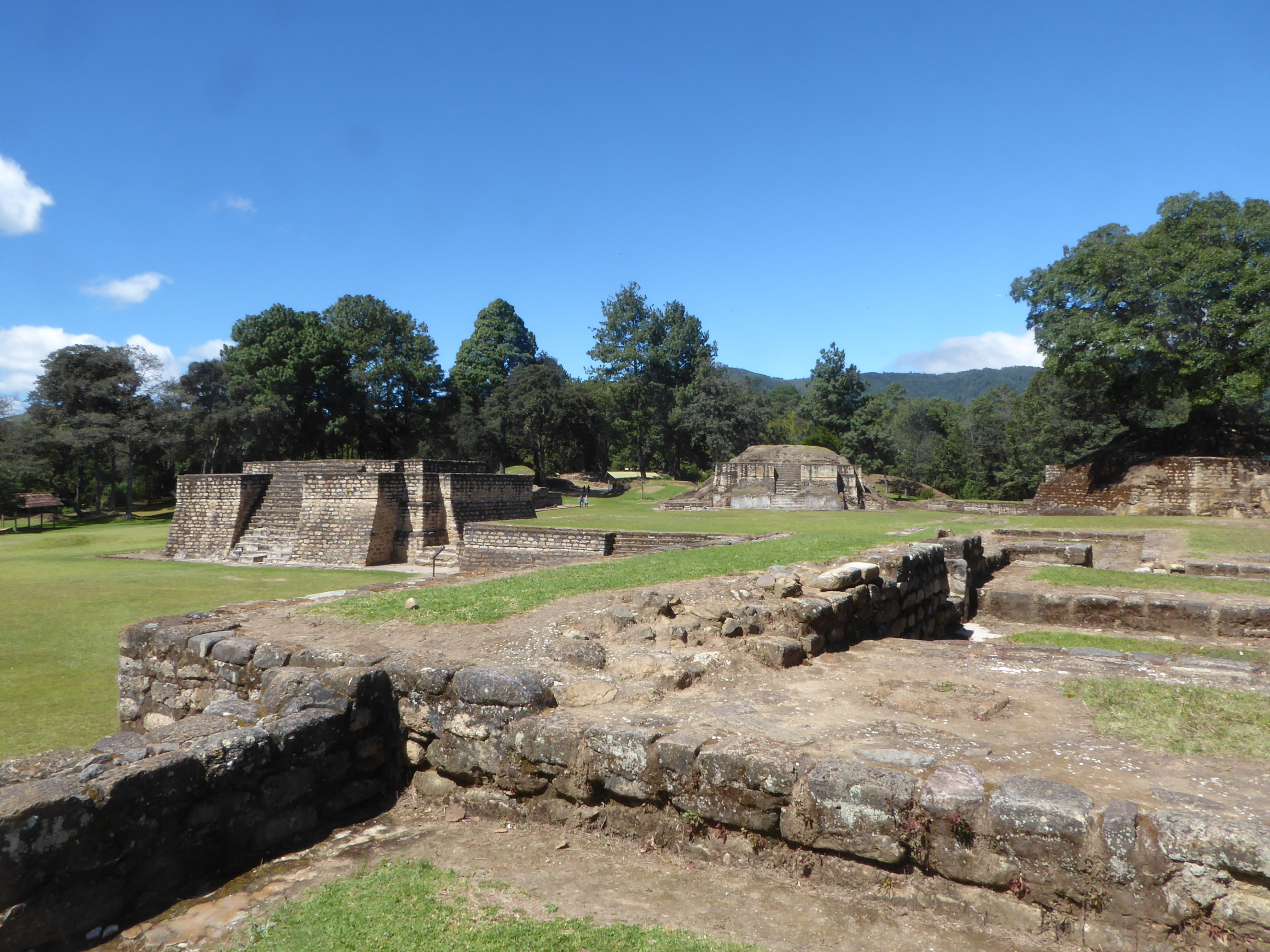
Ruinas de Iximché.

En los primeros años después de la fundación de Chi Iximcheꞌ, los quichés dejaron los kaqchikeles en paz. Sin embargo, la paz no fue duradera y en una batalla que ocurrió alrededor del año 1491 los kaqchikeles derrotaron a sus antiguos señores. Esto fue seguido por conflictos internos entre los clanes kaqchikeles, en los cuales los clanes rebeldes finalmente fueron subyugados en 1493. La guerra contra los quichés continuó durante la primera parte del siglo XV. Cuando los conquistadores españoles llegaron a México, el emperador Azteca envió mensajeros para avisar a los kaqchikeles.
Después de la rendición de los aztecas a Hernán Cortés, Iximché envió sus propios mensajeros para ofrecer una alianza entre los kaqchikeles y los españoles. Antes de la llegada física de los europeos en Guatemala, la viruela ya se había propagado, diezmando a la población de Chi Iximcheꞌ. En la época de la conquista española, Iximché era la segunda ciudad más importante del altiplano de Guatemala después de Q'umarkaj, la capital del reino quiché. Inicialmente en 1524, el conquistador Pedro de Alvarado fue bien recibido en Chi Iximcheꞌ y los reyes kaqchikeles proporcionaron a los españoles de guerreros nativos para ayudar en la conquista de los demás reinos mayas en el altiplano. En el mismo año, Iximché fue declarada la primera capital del Reino de Guatemala. Debido a las excesivas exigencias tributarias de los españoles, los kaqchikeles no tardaron en romper la alianza y abandonaron su capital, que fue quemado 2 años más tarde por desertores españoles. Los europeos fundaron una nueva ciudad cercana, pero la abandonaron en 1527 por las continuas hostilidades de los kaqchikeles, que finalmente se rindieron en 1530.

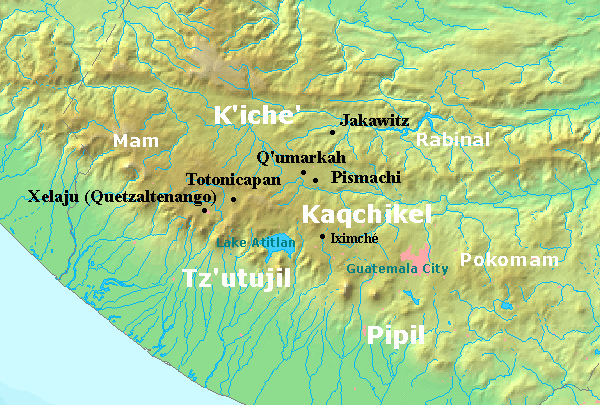
Mapa del altiplano de Guatemala en el período Posclásico

En el siglo XVII, las ruinas de Chi Iximcheꞌ fueron descritas por primera vez por un historiador guatemalteco. En el siglo XIX, fueron visitadas varias veces por científicos que publicaron planes y descripciones del sitio. En la década de 1940 se iniciaron investigaciones serias del sitio, las cuales continuaron en forma esporádica hasta principios de 1970. En 1980, durante la guerra civil de Guatemala, se celebró una reunión en la ciudad arqueológica de Chi Iximcheꞌ en la que participaron líderes indígenas y representantes de la guerrilla, que afirmaron su compromiso con la defensa de los derechos indígenas. En la celebración de un Waqxaqi' Batz', en 1987, por primera vez se llevó a cabo un ritual en la ciudad arqueológica de Chi Iximcheꞌ para restablecerla como un lugar sagrado para ceremonias indígenas. El presidente de los Estados Unidos George W. Bush visitó el sitio en 2007, y en el mismo año Iximché fue el escenario de la III Cumbre Continental de Pueblos y Nacionalidades Indígenas de Abya Yala.

## Etimología
El nombre del sitio proviene del nombre maya para el árbol de ramón (Brosimum alicastrum), y se deriva de las palabras ixim (maíz) y cheꞌ (árbol), literalmente significa «árbol de maíz». Mientras que el ramón es un árbol común en las tierras bajas y húmedas del Petén, no lo es en las tierras altas de Iximcheꞌ donde abundan los bosques de pino-encino. Por lo tanto, es posible que el nombre esté asociado con el origen del pueblo kaqchikel, o quizás puede ser otro caso del problema con los nombres comunes de plantas.
Chi Iximcheꞌ fue llamado Guatemala por los españoles, palabra derivada del náhuatl Kwawtemallan, lo que significa «tierras de muchos bosques». Puesto que los conquistadores españoles fundaron su primera capital en Chi Iximcheꞌ, se sirvieron del nombre de la ciudad utilizado por sus aliados mexicanos de habla náhuatl y lo aplicaron a la nueva ciudad española y, por extensión, al reino entero. De ahí proviene el nombre moderno del país. Los investigadores del siglo XIX, también se refirieron al sitio como Pa tinamit, una palabra kaqchikel que significa «la ciudad».

## Ubicación
Chi Iximcheꞌ está ubicado a 3 km al sur de la ciudad de Tecpán Guatemala, y 90 km al oeste de la Ciudad de Guatemala, en el noreste del departamento de Chimaltenango. La ciudad fue construida en una planicie a una altitud de aproximadamente 2.260 m s. n. m. en el extremo sureste de una cumbre rodeada de profundos barrancos, los cuales formaron buenas defensas naturales contra las hostilidades de pueblos vecinos, como los quichés y los tz'utuhiles. La cumbre, conocida como «Ratz'am Ut», es un promontorio del cerro Tecpán, una montaña de 3075 m s. n. m. situada al noroeste de Chi Iximcheꞌ. La cumbre está flanqueada por dos ríos en el fondo de profundos barrancos, el Río El Molino y el Río Los Chocoyos, que se unen hacia el sudoeste para juntarse con el río Madre Vieja, que a su vez desemboca en el Océano Pacífico. Chi Iximcheꞌ está ubicado entre los bosques de pino-encino centroamericano, una vegetación típica del altiplano de Guatemala.

## Organización política
El reino kaqchikel estaba conformado por cuatro clanes, compuestos de diez linajes o «casas grandes» importantes. Los cuatro clanes eran los Xajil, la rama principal de los kaqchikeles, los Sotz'il, los Tuquche' y los Ajqajal.
| AjpoXahil     | AhpoSotz'il    | Q'alel Achi | Ajuchan     |
| ------------- | -------------- | ----------- | ----------- |
| Wuqu'-Batz'   | Jun-Toj        | Chuluk      | Xitamal-Kej |
| Oxlajuj-Tz'i' | Lajuj-Ah       |             |             |
| Oxlajuj-Tz'i' | Kablajuj-Tijax |             |             |
| Jun-Iq'       | Lajuj-No'j     |             |             |
| Beleje' K'at  | Kaji' Imox     |             |             |

Los gobernantes de Chi Iximche eran cuatro nobles principales, con los títulos de Ajposotz'il, Ajpoxahil, Q'alel Achi y Ajuchan, aunque en realidad solo los dos primeros de ellos tenían poder real. Los dos clanes principales del pueblo kaqchikel proporcionaban cada uno un líder, uno era el Ajposotz'il («Señor de los Sotz'il») y el otro el Ajpoxahil. Estos títulos reales fueron originalmente otorgados a los líderes de los clanes Xajil y Sotz'il por los quichés, en agradecimiento de sus servicios militares al Reino K'iche' de Q'um'ar Ka'aj. Se suponía que ambos líderes eran iguales en rango, pero en la práctica, el rey Sotz'il era el mayor (o nab'ey alaxel, «primer hijo»), mientras que el rey de los Xajil era subordinado (el chaq'alaxel, «menor hijo nacido»). Los títulos de los otros dos nobles eran Q'alel Achi y Ajuchan, lo que se traduce del kaqchikel como la «persona principal» y el «portavoz». El documento kaqchikel Testamento de los Xpantzay proporciona títulos alternativos para dos de los cuatro gobernantes. En este documento se enumeran el AhpoSotz'il y el AhpoXahil como los líderes más importantes, y se menciona que los otros dos señores fueron proporcionados por dos clanes adicionales, recibiendo los títulos de Ajpotuquche' («Señor de los Tuquche'») y Ajporaxonijay («Señor de los Raxonijay»).
Los títulos de Ajposotz'il y Ajpoxahil eran hereditarios y se transmitieron de padre a hijo. El heredero del rey Xajil llevaba el título Ajpop Achi Yq'ich, y el heredero Sotz'il tenía el título de Ahpop Achi Balam. Eran puestos importantes en su propio derecho y los herederos eran comandantes militares en el campo de batalla.
Cuando Chi Iximcheꞌ fue fundada a finales del siglo XV, Wuqu'-Batz' era el Ajpoxahil, Jun-Toj era el Ahposotz'il, Chuluk el Q'alel Achi y Xitamal-Kej era el Ajuchan. De acuerdo al Memorial de Sololá, un documento kaqchikel que data de la época colonial temprana, los últimos dos puestos no eran muy importantes. Cada uno de los cuatro señores tenía su propia sección en la nueva ciudad, que incluía su propio palacio, corte real y templos.

## Historia

### Historia temprana
Los arqueólogos solo encontraron huellas de una fase de ocupación pre-kaqchikel en un antiguo nivel que data del Preclásico Tardío. También se han encontrado algunos restos que datan del Clásico Temprano y Tardío, pero son incidentales y no representan una ocupación del período clásico del sitio.

### Historia del posclásico tardío
El pueblo kaqchikel estaba estrechamente vinculado con los k'iche', sus antiguos aliados. Desde la época de Teotihuacán, la gran metrópoli mesoamericana del Clásico Temprano, los pueblos quicheanos (incluyendo los kaqchikel, k'iche' y otros) fueron fuertemente influenciados por el centro de México. La historia de Iximché se extrae en gran parte de los Anales de los cakchiqueles, un documento escrito poco después de la conquista española en el idioma kaqchikel, pero usando caracteres latinos. Este documento detalla los orígenes, la historia y la conquista de los kaqchikeles. Los kaqchikeles fueron aliados cercanos de los k'iche' durante muchos años. Los gobernantes kaqchikeles Jun-Toj y Wuqu'-Batz' sirvieron al gran rey K'iq'ab del reino k'iche' con tanta lealtad que los premió con el poder de gobernar y los títulos reales de Ahpo Sotz'il y Ajpoxahil. Los hijos de K'iq'ab se pusieron celosos del creciente poder de los líderes kaqchikeles y encabezaron una revuelta contra su padre, que dañó seriamente su autoridad. Esta rebelión tuvo graves consecuencias para los k'iche', ya que los dominios conquistados aprovecharon la oportunidad para liberarse de su sometimiento.
Un incidente menor en la capital de Q'uma'r Ka'aj se desarrolló hasta el punto de tener importantes consecuencias. Un soldado k'iche' trató de apropiarse del pan de Ixim (maíz) de una mujer kaqchikel llamada Nimapam Ixkakaw quien lo estaba vendiendo en el mercado. La mujer rechazó al soldado ahuyentándolo con un palo. Los kaqchikeles exigieron la ejecución del soldado k'iche', mientras que la nobleza k'iche' exigió el castigo de la vendedora de pan kaqchikel. Cuando los señores kaqchikeles se negaron a entregarla, los señores k'iche' condenaron a muerte a Jun-Toj y Wuqu-Batz', en contra del deseo de K'iq'ab. El rey K'iq'ab avisó a sus amigos kaqchikeles y les aconsejó huir de Q'uma'r Ka'aj. El día 13 Iq' del calendario kaqchikel, los kaqchikeles dirigidos por sus cuatro señores, salieron de la capital de los k'iche' para fundar su propia capital de Chi Iximcheꞌ.
Se desconoce el año exacto de este evento, pero se cree que ocurrió entre los años 1470 y 1485, con algunos científicos, como Guillemin, prefiriendo el año 1470. Los kaqchikeles abandonaron su antigua capital Chi Awär (se especula que se trataba de la villa ahora conocida como Chichicastenango), ya que se encontraba demasiado cerca a '''Q'uma'r Ka'aj'''.
Durante el resto de su vida K'iq'ab logró impedir que sus nobles hicieron la guerra a los kaqchikeles, dando a sus antiguos aliados suficiente tiempo para establecer su propio reino y preparar sus defensas. Cuando Jun-Toj falleció, fue sucedido por su hijo Lajuj-Aj. Lajuj-Aj murió en 1488 y fue reemplazado por Kablahuh-Tihax. Oxlajuj-Tz'i', el hijo de Wuqu'-Batz', tuvo un reinado largo y exitoso, sobreviviendo a los reinados de dos de sus co-gobernantes.
Alrededor de 1491, los reyes kaqchikeles Oxlajuj-Tz'i' y Kablajuj-Tijax lograron una victoria importante sobre los k'iche' cuando capturaron a los reyes k'iche' Tepepul e Itzayul junto con el ídolo de Tojil, su deidad más importante. Los reyes capturados fueron sacrificados junto con un número de nobles y soldados de alto rango, entre ellos el hijo y nieto del rey. Después de haber derrotado a los k'iche', dos clanes kaqchikeles se rebelaron, siendo los Aqajal y los Tuquche'. Los reyes Oxlajuj-Tz'i' y Kablajuj-Tijax aplastaron la rebelión el 20 de mayo de 1493.
Oxlajuj-Tz'i' falleció el 23 de julio de 1508 y fue sucedido por su hijo Jun-Iq'. Kablajuj-Tijax falleció el 4 de febrero de 1509 y fue sucedido por su hijo Lajuj-Noj. Los kaqchikeles continuaron con la guerra contra el reino k'iche' en la década siguiente. El emperador azteca Moctezuma II envió mensajeros en 1510, avisando los kaqchikeles de la llegada de extranjeros en el Caribe. En 1512 envió otro mensajero (nombrado Witz'itz'il) para avisar de la llegada de los españoles a Yucatán y Veracruz.
En 1513, los kaqchikeles sufrieron una plaga de langostas. Al año siguiente, en 1514, Chi Iximcheꞌ fue severamente dañado por un incendio. Una plaga, descrita como terrible en los Anales de los kaqchikeles, afectó a la ciudad en 1519 y duró dos años, y causó un gran número de muertes. Es probable que esta plaga haya sido la viruela, una enfermedad traída a las Américas por los españoles. En 1521, tras la caída de la capital azteca Tenochtitlan a manos de los españoles, los kaqchikeles enviaron mensajeros a Hernán Cortés para ofrecer una alianza.
El 11 de agosto de 1521, Beleje' K'at y Kaji' Imox fueron elegidos como los señores de la ciudad después de la muerte de Jun-Iq' y Lajuj-No'j, los reyes anteriores. Kaji' Imox era el Ajposotz'il y Beleje' K'at el Ajpoxahil. En la víspera de la conquista española, el reino kaqchikel con sede en Iximché continuó expandiéndose hacia zonas que antes eran controladas por los k'iche', y estaba en vías de convertirse rápidamente en el nuevo reino más poderoso del altiplano guatemalteco. Su importancia era únicamente superada por Q'uma'r Ka'aj, la capital de los k'iche'.

### Conquista española

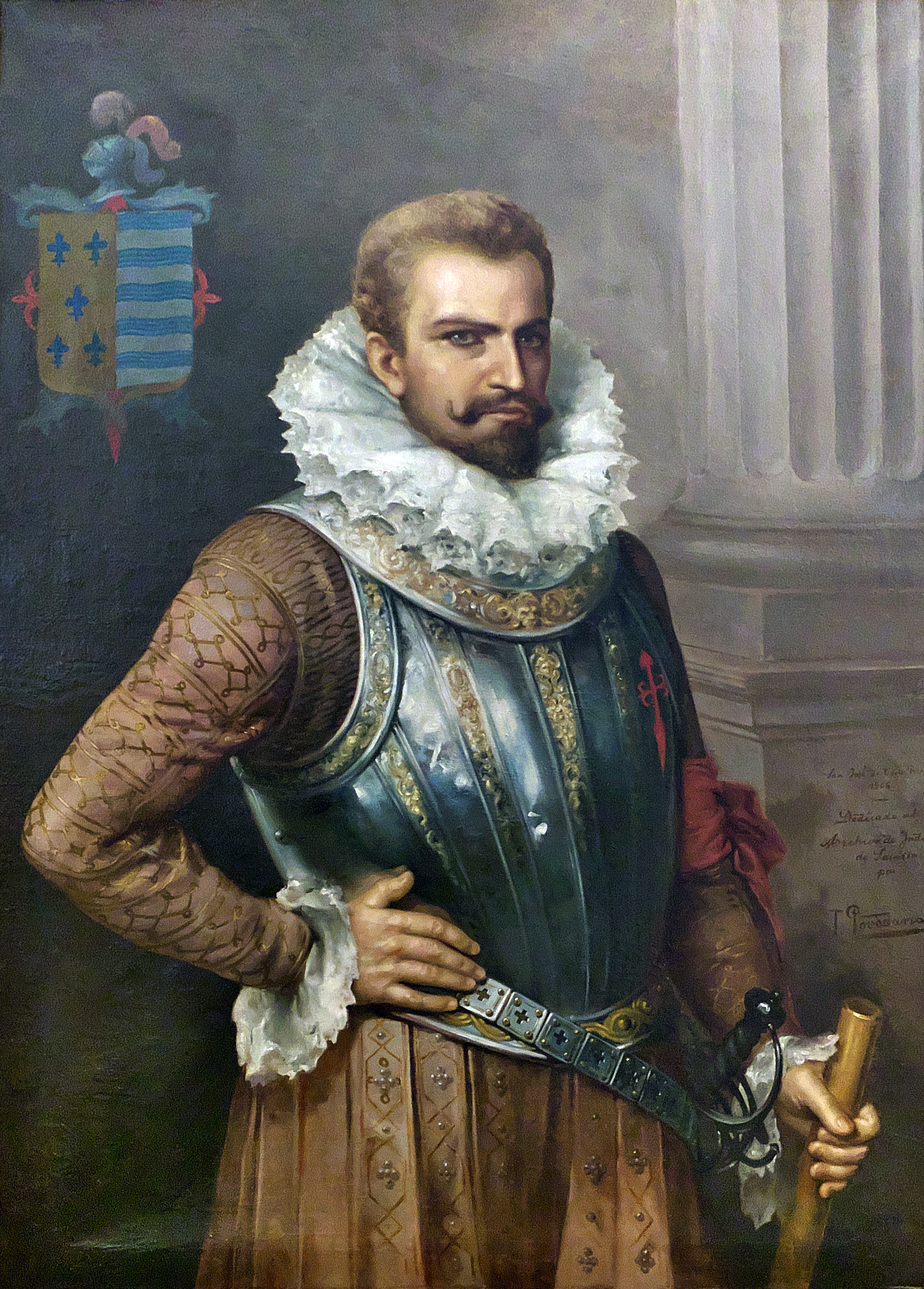
Inicialmente, el conquistador Pedro de Alvarado fue recibido con los brazos abiertos en Chi Iximcheꞌ.

Cuando en 1524, 3 años después de la conquista de los aztecas, el conquistador español Pedro de Alvarado llegó a lo que hoy es Guatemala, se encontró con los reinos mayas del altiplano debilitados por veinte años de guerra y arrasados por las primeras plagas de enfermedades contagiosas europeas. En el período de febrero a marzo de 1524 se enfrentó y derrotó decisivamente a los k'iche', arrasó Q'uma'r Ka'aj y ejecutó a los reyes k'iche'. Los españoles fueron invitados a Chi Iximcheꞌ el 14 de abril de 1524 y fueron bien recibidos por los reyes Beleje' K'at y Kaji' Imox. Los reyes kaqchikeles proporcionaron guerreros nativos para ayudar a los conquistadores en su campaña en contra de la resistencia de los k'iche' y para ayudar con la derrota del reino vecino de los Tz'utujil. En esta ocasión los españoles sólo se quedaron brevemente en Chi Iximcheꞌ, y avanzaron pasando por Atitlán, Escuintla y Cuscatlán. Los españoles volvieron a la capital kaqchikel el 23 de julio de 1524, y el 27 de julio (1 K'at en el calendario kaqchikel) Pedro de Alvarado declaró, en una parte de Chi Iximché, como fundada la capital de Guatemala, Santiago de los Caballeros de Guatemala, constituyéndose así como su primer asentamiento.
Pedro de Alvarado no tardó en exigir oro en tributo a los kaqchikeles, agriando la amistad entre ambos pueblos. Demandó que los reyes kaqchikeles entregaran 1000 hojas de oro de 15 pesos cada una. Cuando un sacerdote kaqchikel predijo que los dioses kaqchikeles iban a destruir a los españoles, el 28 de agosto de 1524 (7 Ajmaq en el calendario kaqchikel) la población kaqchikel abandonó la ciudad para refugiarse en los bosques y los cerros. Después de diez días los españoles declararon la guerra a los kaqchikeles. Algunos años más tarde, el 9 de febrero de 1526, un grupo de dieciséis desertores españoles quemó el palacio del Ajpoxajil, saqueó los templos y secuestró a un sacerdote, actos que los kaqchikeles atribuyeron a Pedro de Alvarado. El conquistador Bernal Díaz del Castillo relató que en 1526 regresó a Chi Iximcheꞌ y pasó la noche en la «vieja ciudad de Guatemala», junto con Luis Marín y otros miembros de la expedición de Hernán Cortés a Honduras. Señaló que las casas de la ciudad aún estaban en excelentes condiciones; su relato fue la última descripción de la ciudad mientras aún estaba habitable.
Los españoles fundaron una nueva ciudad con el nombre de Tecpán Guatemala. Tecpán viene del náhuatl y significa «palacio», por lo que el nombre de la nueva ciudad se traduce como «el palacio entre los árboles». Los habitantes de Chi Iximcheꞌ se dispersaron. Algunos se trasladaron a Tecpán, otros a Sololá y a otras ciudades alrededor del lago de Atitlán.
Debido a los continuos ataques de los kaqchikeles, los españoles abandonaron el asentamiento en 1527 y se trasladaron al Valle de Almolonga, al este, donde prosiguieron con el crecimiento de la capital en el sitio que hoy se conoce como el barrio de San Miguel Escobar en Ciudad Vieja, constituyéndose así como el segundo asentamiento de la capital de Guatemala.
Los kaqchikeles mantuvieron su resistencia contra los españoles durante varios años, hasta 1530. El 9 de mayo de 1530, los dos reyes de los clanes más importantes regresaron de la selva. Un día más tarde muchos nobles y sus familias se juntaron a ellos, y muchas personas más vinieron con ellos para rendirse en el nuevo asentamiento de la capital que se encontraba en la actual Ciudad Vieja.

### Historia moderna

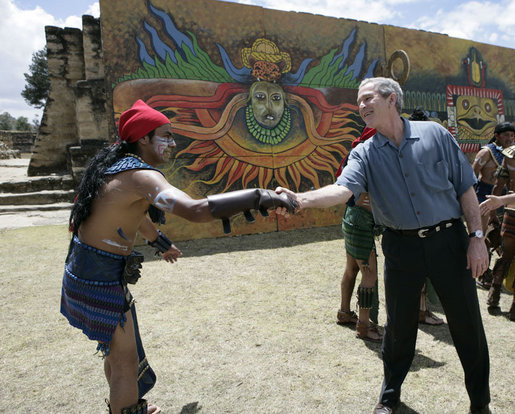
El presidente estadounidense George W. Bush, en Iximché en 2007

Las ruinas fueron descritas en 1695 por el historiador guatemalteco Francisco Antonio de Fuentes y Guzmán. Miguel Rivera Maestre publicó algunos planes y dibujos de las ruinas en 1834 en su Atlas del Estado de Guatemala. El diplomático y escritor John Lloyd Stephens describió las ruinas, que llamó Pa Tinamit, tras visitar Chi Iximcheꞌ en 1840 junto con el artista Inglés Frederick Catherwood. Catherwood nunca publicó dibujos del sitio y Stephens relató que la población local había saqueado las piedras del sitio durante muchos años con el fin de utilizarlas como material de construcción en Tecpán. El arquitecto francés César Daly realizó un mapeo de Chi Iximcheꞌ en 1857.
En la época colonial, Chi Iximcheꞌ fue el centro de un culto de adoración sincrética de una reliquia de las ruinas que había sido trasladada a la iglesia de Tecpán. Hasta el siglo XIX se llevaron a cabo procesiones de Tecpán a las ruinas todos los Viernes Santos. Este culto se había extinguido durante la época de la Guerra Civil de Guatemala en el siglo XX.
Alfred P. Maudslay visitó Iximché en 1887 y se refirió al sitio a la vez como Pa Tinamit e Iximcheꞌ. Llevó a cabo una inspección del lugar y publicó un plano de las ruinas. En la década de 1940, Robert Wauchope llevó a cabo un estudio de cerámica de Iximcheꞌ en nombre de la Middle American Research Institute de la Universidad de Tulane y publicó su trabajo en 1948-1949. El historiador Janos Szecsy comenzó sus excavaciones en las ruinas en enero de 1956. Los restos de la ciudad fueron excavados por el arqueólogo guatemalteco-suizo Jorge Guillemin de 1959 hasta 1972. Guillemin publicó sobre su trabajo en 1959, 1967 y 1969. La excavación y la restauración de las ruinas fue financiada por la Comisión Guatemalteca para la Reconstrucción de Monumentos Nacionales hasta julio de 1961, después de 1963 las investigaciones fueron financiadas por la Fundación Nacional Suiza para la Investigación Científica. Guillemin falleció antes de que pudiera completar sus investigaciones y publicar su informe completo. Sus notas de campo se publicaron finalmente en 2003.

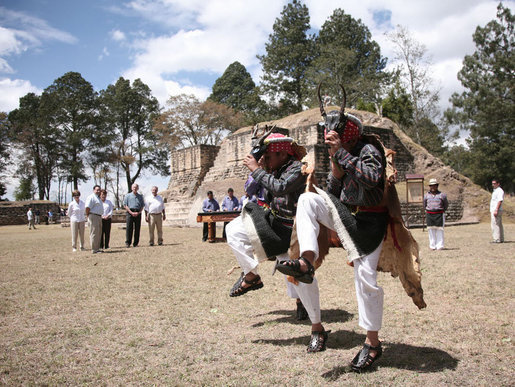
Bailes y marimba en Iximché, en ocasión de la visita de los presidentes de Guatemala y Estados Unidos en 2007.

En 1960, las ruinas de Iximché fueron declaradas Monumento Nacional en virtud del decreto gubernativo 1360 del Congreso de la República de Guatemala, publicado en mayo de 1963. En 1980, durante la Guerra Civil de Guatemala, las ruinas fueron elegidos como lugar de encuentro entre líderes mayas y representantes de la guerrilla, como consecuencia de lo cual las organizaciones guerrilleras se comprometieron explícitamente a defender los derechos indígenas tras la «Declaración de Iximché». En 1989 se llevó a cabo una ceremonia maya importante en el sitio con el fin de restablecer su función como lugar sagrado para ceremonias mayas.
El presidente de los Estados Unidos, George W. Bush, visitó el sitio el 12 de marzo de 2007. Sacerdotes mayas locales declararon que se llevarían a cabo los ritos de purificación después de su visita para limpiar el área de los «malos espíritus» traídos por el presidente, a quien acusaron de perseguir a sus «hermanos migrantes» en los Estados Unidos. «Rechazamos esta representación de nuestro pueblo como una atracción turística» dijo un portavoz, Morales Toj.
El 26–30 de marzo de 2007 Iximché fue el escenario de la III Cumbre Continental de Pueblos y Nacionalidades Indígenas de Abya Yala. En su declaración de cierre, conocido como la segunda «Declaración de Iximché», los delegados se comprometieron a la lucha por la justicia social y contra el «neoliberalismo y otras formas de opresión.»

## Turismo

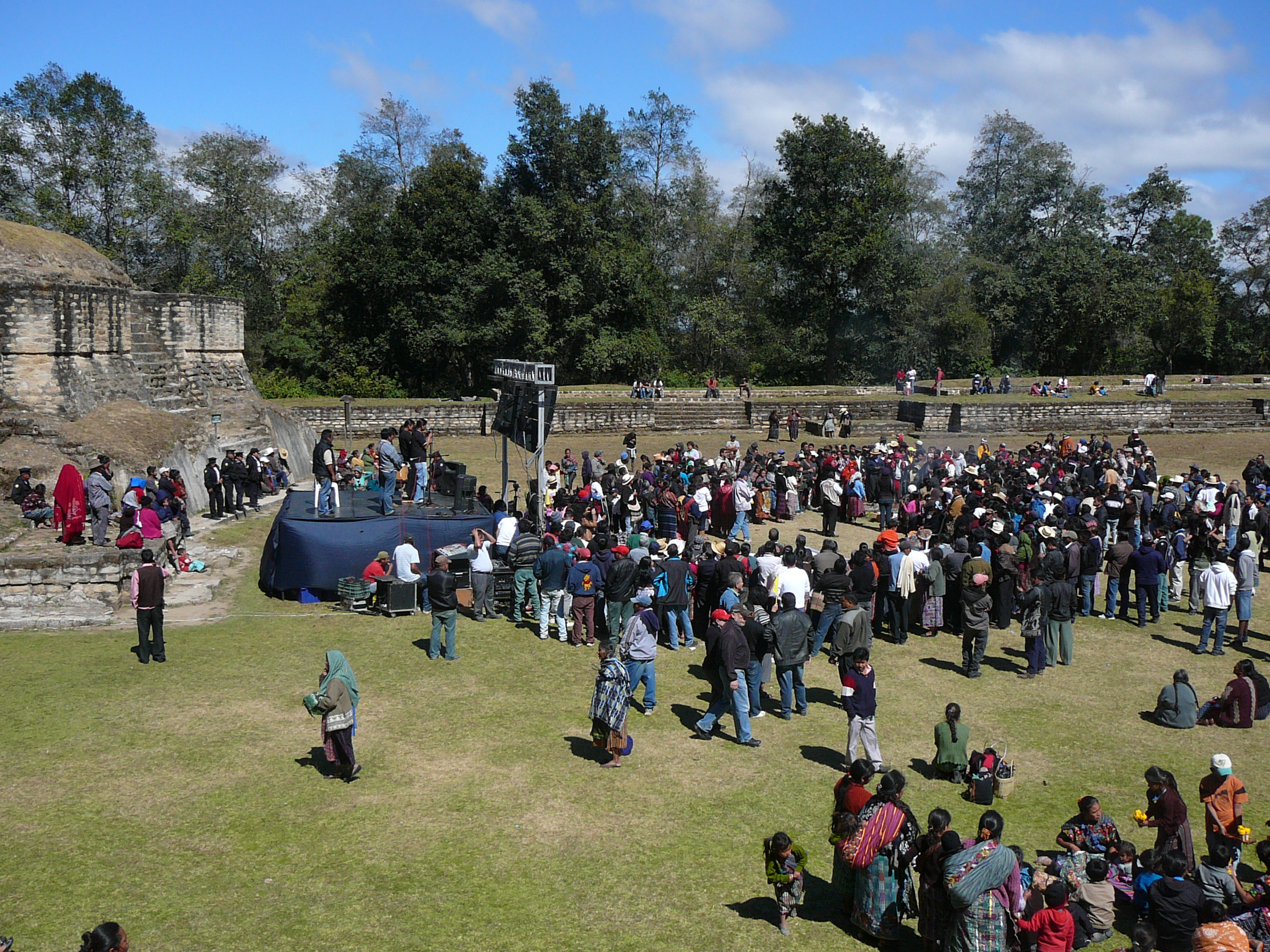
Chi Iximcheꞌ fue la capital del reino kaqchikel en el Posclásico Tardío.

Relativamente pocos turistas visitan las ruinas y los que lo hacen son en su mayoría de nacionalidad guatemalteca. Durante los fines de semana el sitio atrae a cerca de 250 visitantes por día, en su mayoría indígenas mayas. A menudo son aj q'ijab' (sacerdotes mayas) modernos provenientes del altiplano guatemalteco que llegan como peregrinos a Iximché.
Las instalaciones turísticas del sitio incluyen un estacionamiento para visitantes, un pequeño museo, un área de pícnic y un campo de fútbol. El museo tiene una exhibición de artefactos recuperados de las ruinas y está abierto a diario.

## Descripción del sitio

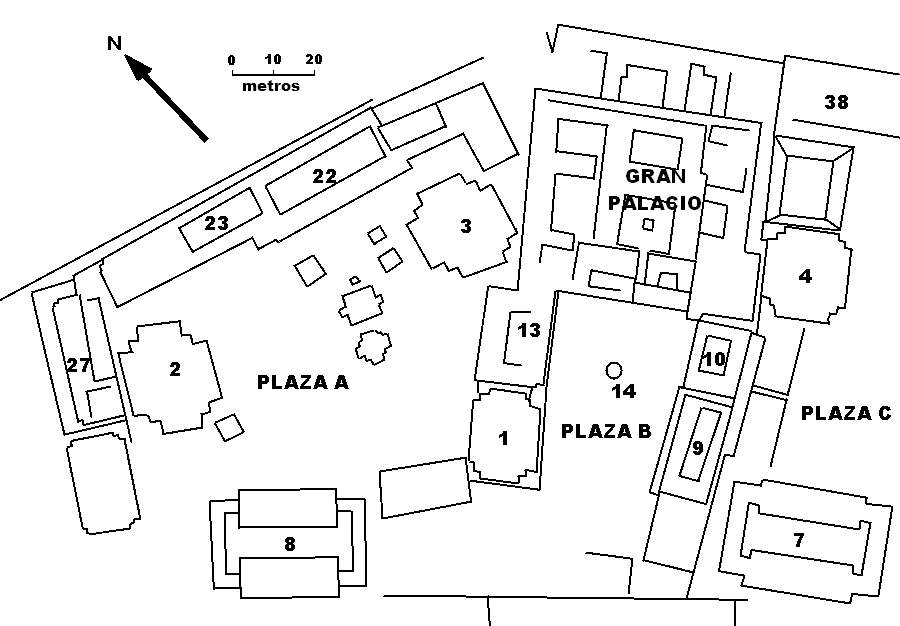
Mapa del núcleo del sitio de Iximché, mostrando las principales estructuras de las Plazas A hasta C

El sitio se ha conservado en gran medida como resultado de la alianza entre los españoles y los kaqchikeles contra los k'iche'. El núcleo central del sitio está flanqueado por profundos barrancos y está separado de la zona residencial principal por un foso defensivo. La ciudad se desarrolló rápidamente y en los primeros 50 años de su fundación ya había alcanzado su máxima extensión. Debido al explosivo crecimiento poblacional, el área residencial se extendió más allá de los bordes de los barrancos. El centro del sitio se compone de cuatro pequeñas plazas y dos plazas grandes, cada una de las cuales contaba con por lo menos dos templos.
Junto con los palacios de la élite, había dos campos de juego de pelota mesoamericanos, el mayor de ellos con una longitud de 40 m tenía marcadores zoomorfos. Las plazas se denominan A, B, C, D, E y F, y se extienden del noroeste (A) al sureste (F). El centro ceremonial de la ciudad fue separado de las zonas residenciales por un muro.
En la actualidad se accede al sitio a través de la ciudad moderna de Tecpán Guatemala, la cual sustituyó a Iximché cuando fue destruido. La entrada actual del sitio se ubica en el lado norte de las ruinas e incluye un estacionamiento para visitantes, un pequeño museo, un área de pícnic y un campo de fútbol, así como la casa del guardián. En una zona de bosques al sur del núcleo central de las ruinas se encuentra una zona ceremonial utilizada por los kaqchikeles actuales para llevar a cabo sus rituales. Esta área ceremonial está conectada a las ruinas por un sendero e incluye seis altares de hormigón dispuestos alrededor de los restos de un edificio no-excavado. En los altares se colocan flores, alimentos y bebidas como ofrendas. En el museo se exhibe un número de piezas halladas en el sitio, incluyendo esculturas y cerámica.
Se cree que las Plazas A y B formaron un único conjunto arquitectónico perteneciente al clan Sotz'il y que incluía el palacio del Ahpo Sotz'il. La Plaza A posee un juego de pelota, dos templos y diez estructuras de palacio, cinco de las cuales están interconectadas.

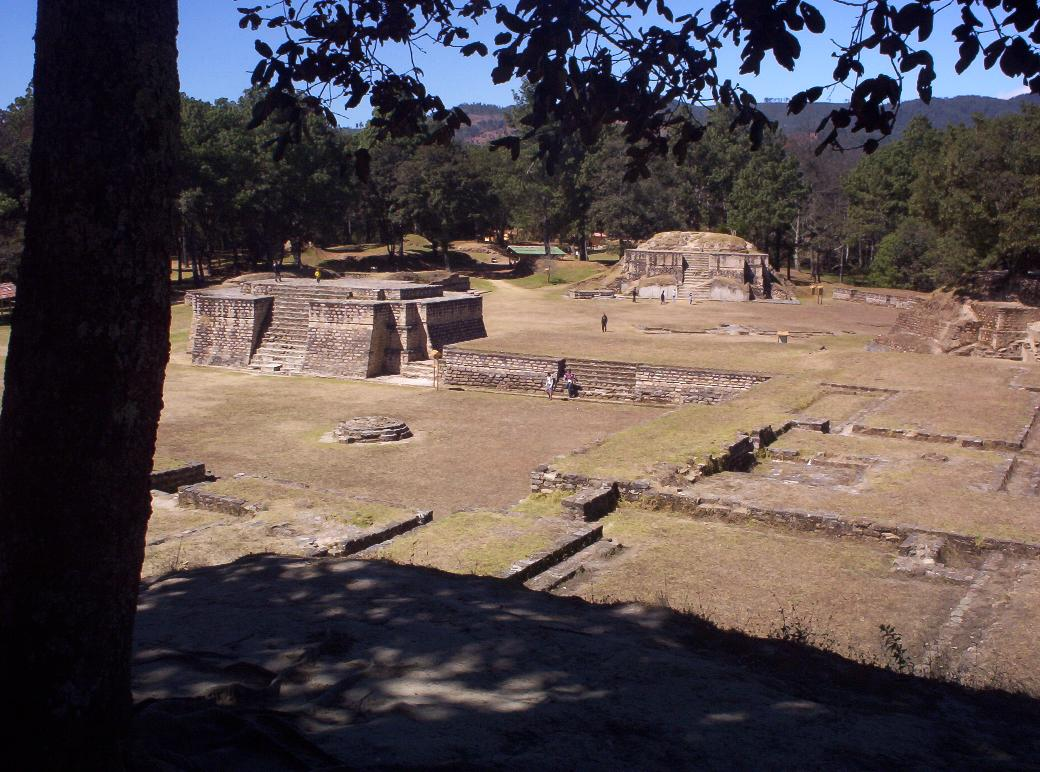
Vista de Iximché con la Estructura 1 a la izquierda y la Estructura 2 a la derecha.

Plaza C. Quedaba separada de las Plazas A y B por un muro de 3 metros de alto y contenía el complejo del palacio del Ahpo Xajil, el gobernante menor. La Plaza C también tenía dos templos, uno frente al otro a ambos lados de la plaza. El juego de pelota Xajil estaba en el lado suroeste de la Plaza C, y el palacio propiamente dicho del Ahpo Xajil se situaba en el lado sureste de la plaza. El palacio Xajil fue construido con una alineación este-oeste, con el patio de entrada en el lado occidental del palacio, y tenía un altar central. La entrada del palacio principal se ubicaba al lado oriental del patio de entrada. Las habitaciones y los patios del palacio Xajil contenían una gran cantidad de artefactos domésticos. El Palacio Xajil fue destruido por un incendio que causó el colapso de las paredes de adobe; es posible que Pedro de Alvarado y sus soldados españoles fueran alojados en este complejo. Es también probable que se trate del mismo edificio que los desertores españoles quemaron en 1526. Debido al colapso del edificio se conservó el contenido interno del palacio para los arqueólogos, a diferencia del palacio del Ahpo Sotz'il donde se recuperaron relativamente pocos artefactos.
La Plaza D no ha sido excavada, aunque fue despejada y mapeada por los arqueólogos. Es una plaza grande rodeada de montículos bastante altos, aunque no parece haber tenido las grandes pirámides al oeste y este que están presentes en las demás plazas principales. Tenía un palacio en el lado sur con tres patios interiores, el más occidental de los cuales tenía un altar en forma de cruz. El palacio era menor que los del Ahpo Sotz'il y el Ahpo Xahil y se cree que fue el palacio del Ahuchan.
Las Plazas E y F se encuentran al este de la Plaza D y también incluían edificios de palacios. Estas plazas no fueron mapeadas por Guillemin y permanecen cubiertas de árboles. Las dos plazas forman un solo complejo, y se cree que ha fue el del K'alel Achi.
El foso defensivo que atraviesa el promontorio tenía originalmente 8 m de profundidad. Poco tiempo después de la conquista fue rellenado en gran parte con el fin de dejar la ciudad menos defendible. A mediados del siglo XIX la profundidad del foso defensivo solo medía 2,7 m; en la década de 1960 todavía era visible en el terreno a pesar de que estaba casi totalmente rellenado.
Los hallazgos de cerámica en el sitio a menudo incluyen incensarios con asas y decoración moldeada. La cerámica doméstica más común contiene mica e incluye comales. La cerámica importada incluye cerámica policromo y blanco sobre rojo de Chinautla, que son bastante comunes en el sitio. Los recipientes marrones son de un tipo que también fue encontrado en Zaculeu y Mixco Viejo, sitios que también tuvieron una ocupación poblacional durante el Posclásico Tardío. Otros hallazgos frecuentes eran metates con tres patas, y hojas de obsidiana negra. También se encontraron sencillas joyas de jade.
Los sacrificios humanos se evidencian en el altar en la cima de la Estructura 2, el cual es del tipo utilizado para sacrificios del corazón, y en un depósito cilíndrico de cráneos extraídos de víctimas decapitadas, junto con cuchillos de obsidiana. Una flauta pentatónica hecha del fémur de un niño, que se recuperó de uno de los templos, es también indicativa de sacrificios humanos.
Debido a la brevedad de la ocupación española de la ciudad, no se encontraron muchos artefactos europeos. Las pocas piezas que se encontraron consistieron en pernos de ballesta de hierro forjado.

### Estructuras arquitectónicas

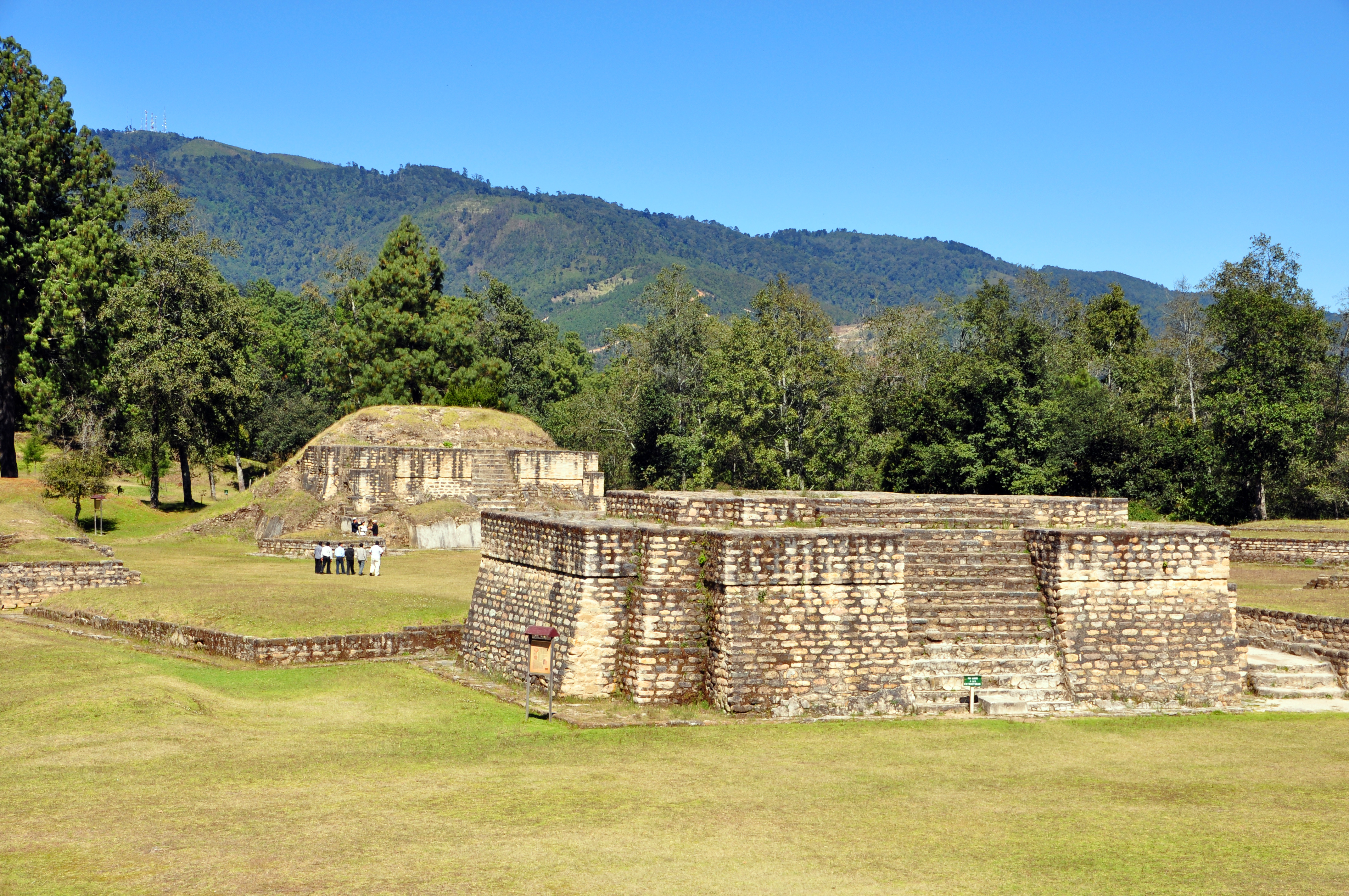
Templo 1 y 2 en Iximché.

Más de 160 estructuras fueron registradas y mapeadas en Iximché. Las estructuras tenían una capa externa de bloques de piedra, recubierta de mortero de cal que en algunos casos se pintaba con murales policromos ejecutados en el estilo que se conoce como Mixteca-Puebla; de estos murales solo sobreviven unos pocos restos en la actualidad. El estilo Mixteca-Puebla se originó alrededor del año 900 en el centro de México y desde allí se propagó en toda Mesoamérica. Las superestructuras de los edificios de Iximché fueron construidas a partir de bloques de adobe que soportaban vigas y techos de mortero, los cuales no sobrevivieron.
En general los núcleos de las plataformas se construyeron de piedra bruta en una matriz de arcilla. Algunas de las estructuras han sido restauradas y el núcleo del sitio se mantiene libre de malezas. Las estructuras residenciales que se construyeron sobre plataformas en torno a las plazas ceremoniales, por lo general incorporaban bancos y fogones.

#### Gran Palacio I
El Gran Palacio I es un gran complejo residencial en el lado noreste de la Plaza B. Los restos supervivientes consisten en un patio hundido y algunas plataformas de casas bajas. Las excavaciones revelaron tres fases de construcción, la más antigua de las cuales data de la fundación de la ciudad por Wuqu-Batz' y Hun-Toh. Esta fase cubre aproximadamente 500 m² y llegó a formar el núcleo del palacio. La primera fase consistió en cuatro largas estructuras residenciales, cada una con una sola habitación, distribuidas en torno a un patio que poseía un altar en el centro. Las unidades residenciales poseían bancos insertados contra las paredes y fogones en el centro del piso. Los muros fueron originalmente construidos de adobe cubierto de pinturas murales. Los artefactos recuperados de esta fase incluyen cuchillos de obsidiana, comales, metates y cerámica doméstica. Fragmentos de quemadores de incienso fueron recuperados cerca de los altares del palacio. Con la adición de nuevos edificios y patios, el palacio se expandió en todas las direcciones alrededor de este núcleo inicial. El patio inicial se dividió más tarde en varios patios más pequeños. La última fase de la construcción del palacio data del reinado de Hun-Iq' y Lajuj Noj, al final de la cual el palacio ocupaba una superficie de más de 3000 m².
En el suroeste del patio del palacio se encontraban algunas plataformas bajas, posiblemente plataformas de danza ritual, y en el lado sureste había un edificio con bancos contra tres de las paredes y fogones en cada extremo. Esto puede haber sido la sala donde el Ahpo Sotz'il tenía su corte y recibió a visitantes y tributos.

#### Gran Palacio II
El Gran Palacio II es otro gran complejo residencial. Se encuentra en el lado sureste de la Plaza C. El palacio está formado por un gran número de pequeñas habitaciones dispuestas en torno a siete patios interiores. En el interior del palacio se recuperó una gran cantidad de restos de cerámica. Las habitaciones alrededor del patio noreste del Gran Palacio II pueden haber sido los aposentos reales de este complejo debido a su posición cerca del patio central, mientras que al mismo tiempo estaban separadas del mismo. La cerámica recuperada en esta zona es de origen exótico y tiene un carácter elitista. Los aposentos reales también pueden haber incluido las habitaciones alrededor del patio norte del palacio.

#### Templo 2

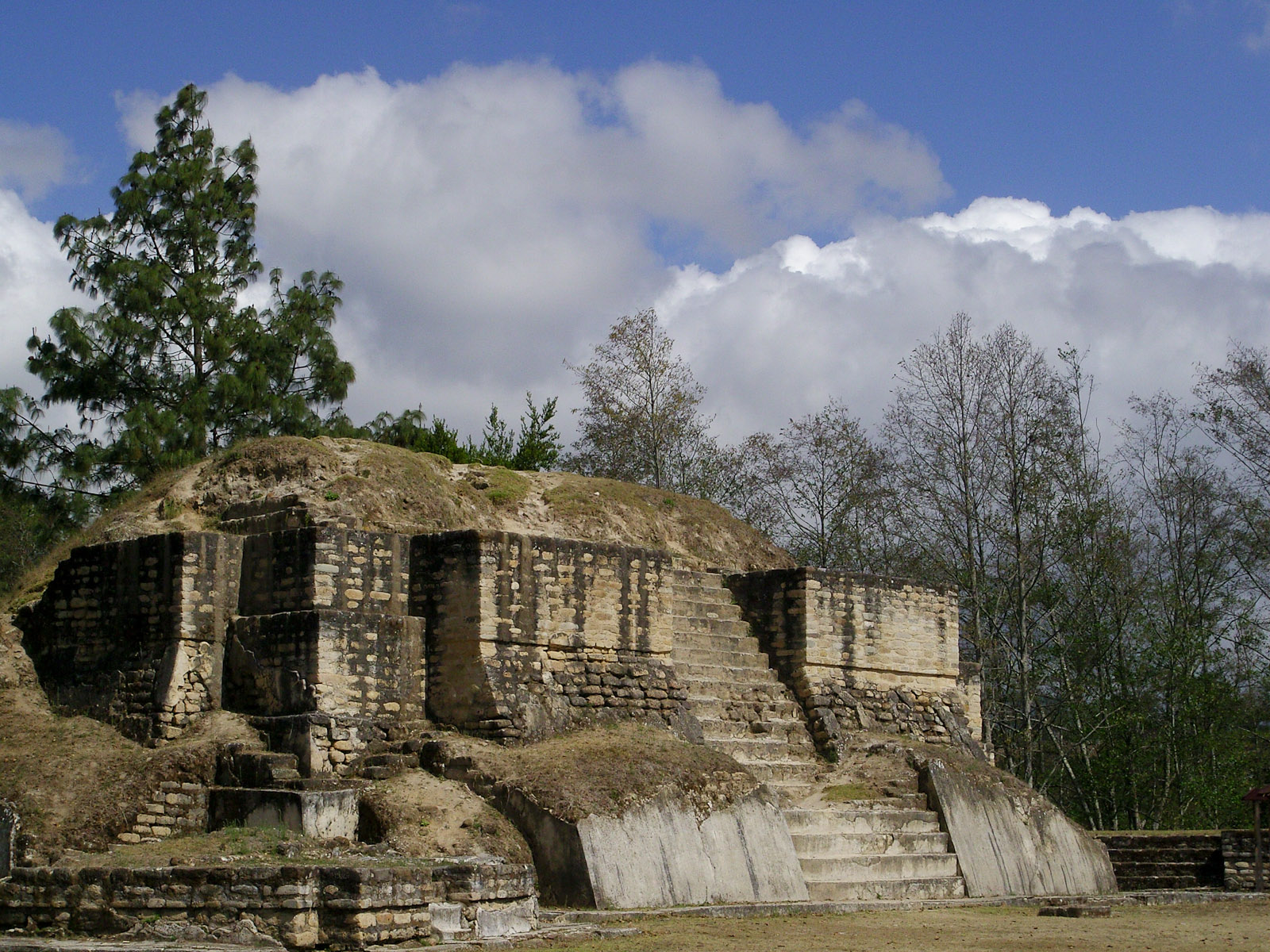
Templo 2 de Iximché con su itzompan («lugar de cráneos») abajo a la izquierda.

Templo 2 (también conocido como Estructura 2) es una plataforma piramidal escalonada en el lado oeste de la Plaza A. Tiene una escalera que sube por la parte este de la estructura, facilitando el acceso desde la plaza. El Templo 2 fue construido frente a la salida del sol durante el solsticio de verano. La estructura es la mejor conservada de los templos excavados. Al igual que muchos otros edificios en Iximché, tenía tres fases de construcción que datan, en orden cronológico, de los reinados de Wuqu-Batz', Oxlahuh Tz'i' y Hun-Iq'. La primera de estas fases fue descubierta cuando los arqueólogos cavaron un túnel en el interior de la estructura. Está mal conservada porque las piedras exteriores fueron removidas con el fin de ser reutilizadas. La fase intermedia es la mejor conservada de las tres fases de construcción y consistió en cuatro niveles escalonados que soportaban altos muros en estilo talud-tablero consistiendo en una pared inclinada rematada por un panel vertical. El templo tenía las esquinas rebajadas y una escalera empinada subió al escalón más alto. En la parte superior se encontraba un altar de sacrificio que medía 40 cm de alto, por 45 cm de ancho y 18 cm de profundidad. El altar estaba hecho de piedra y estuco y la parte superior era ligeramente cóncava; es del tipo utilizado para sacrificios humanos.
El suelo del templo esta 9 m por encima del nivel de la plaza. Agregando la superestructura del templo, que incluía las paredes y el techo, se añadirían otros 5 m para llegar a la altura total de la estructura en la época de la conquista española. El santuario del templo tenía bancos contra tres de las paredes interiores y un fogón en el medio. Una pequeña cámara trasera también tenía bancos; esta cámara puede haber sido donde se mantuvieron las efigies de los dioses de los Sotz'il. Una pequeña sección del piso del templo había sido abierta, posiblemente para un entierro, pero la tumba nunca fue utilizada y fue cubierta. Los restos de una tortuga fueron recuperados en la plaza inmediatamente enfrente del templo y pueden haber representado a uno de los bacabs (un tipo de ser mítico) que soportaba el templo. Las tortugas también jugaron un papel importante en el mito del renacimiento del Dios del Maíz, que data del período Clásico maya.
El santuario del templo fue construido sobre una plataforma definitiva encima del cuarto escalón. Los restos visibles del santuario datan del reinado de Oxlahuh-Tz'i'. Tenía una triple entrada dividida por columnas y fue construido a partir de adobe cubierto de yeso; las columnas y paredes en ambos lados de la entradas fueron pintadas con decoraciones. Los arqueólogos encontraron huellas de color rojo, amarillo y azul, colores que se aplicaban a diseños marcados con un instrumento puntiagudo en una fina capa de arcilla. La calidad de la obra fue muy fina, indicando que fue ejecutada por un artista especializado. Había diez figuras pintadas en el frente del edificio, con murales adicionales en la parte posterior. Los diseños consisten en dos filas de discos superpuestos a una fila de rayas verticales con figuras pintadas contra el fondo de rayas con los discos por encima de ellos. Las figuras pintadas están realizando diferentes acciones, siendo una de ellas la perforación de la lengua, y probablemente representan un ritual kaqchikel.
Las pinturas murales se encuentran en pésimo estado de conservación debido a los efectos de la humedad y los daños causados por las raíces de árboles. El estilo de las pinturas es muy similar a la del arte mixteco del Posclásico. Las partes expuestas de la fase intermedia de la construcción sufrieron daños. La segunda fase fue cubierta por la fase final de construcción, la cual sufrió daños muy importantes debido a la extracción de piedras para su uso en la construcción de la ciudad cercana de Tecpán.
Una plataforma baja en la esquina suroeste del Templo tenía murales pintados mostrando un cráneo con dos huesos largos cruzados sobre dos bandas de decoración. Esta plataforma puede haber sido un itzompan o «lugar de cráneos», una versión kaqchikel del Tzompantli de los aztecas. Dos cráneos que llevan las huellas de decapitación fueron encontrados en un escondite en el sureste del Templo 2 junto con algunas hojas de obsidiana.

#### Templo 3
Templo 3 (también conocido como Estructura 3) es un templo piramidal que se encuentra en el lado este de la Plaza A, frente al Templo 2, y su forma es semejante a la de este edificio. La escalera sube por el lado oeste (plaza) de la plataforma del templo. Enfrente de la escalera, a la altura de la plaza, hay una pequeña plataforma rectangular. Se encontró una gran cantidad de restos de cerámica asociada con este edificio; se trata de fragmentos de grandes incensarios cilíndricos de los cuales más de doce fueron utilizados en el templo. Uno de ellos representaba a un anciano dios emergiendo de las fauces de una serpiente, otros dos muestran la misma deidad de pie. Posiblemente representan una de las deidades patronales de los kaqchikeles, B'elehe-Toh o Hun-Tihax. Los incensarios fueron encontrados exactamente donde los kaqchikeles los habían dejado al abandonar Iximché. Algunos de estos incensarios llevaban un disco solar suspendido con rayos modelados. Se recuperaron fragmentos de una recipiente de cerámica plomiza del Posclásico Temprano repartidos por los tres lados del templo; probablemente eran los restos de una reliquia dentro del propio templo. Como no existe evidencia de una ocupación tan temprana en Iximché, el recipiente pudo haber sido saqueado de Zaculeu, una ciudad con una larga ocupación poblacional, que fue conquistada por la alianza k'iche'-kaqchikel. De la Estructura 3 se recuperó también un cuchillo sacrificial de pedernal. Hay dos plataformas bajas enfrente del templo; Es probable que fueran utilizadas como altares o plataformas de baile.

#### Otras estructuras
Estructura 1 (también conocida como Templo 1) es un templo piramidal que da a la Plaza B. Es el único templo en Iximché que ha sido completamente restaurado.
Estructura 4 es otra plataforma de un templo piramidal en el lado oeste de la Plaza C. Tiene una plataforma baja en la esquina sureste, donde se excavaron 48 cabezas decapitadas. Schele y Mathews han especulado que estos pueden ser los cráneos de los reyes k'iche' Tepupul e Itzayul, junto con otros miembros de la corte k'iche' que fueron capturados y decapitados por los kaqchikeles. La mayor parte de los cráneos fue encontrada junto con sus correspondientes hojas de obsidiana. La mayoría de los cráneos habían sido enterrados en fosas individuales cavadas en el piso de la plaza, aunque algunos fueron agrupados en pequeños lotes.
Estructura 5 era un templo piramidal. Las excavaciones revelaron por lo menos dos fases de construcción; la plataforma piramidal tenía una sola escalera que se dividió en dos al acercarse al santuario en la cumbre.
Estructura 6 es la plataforma de un templo piramidal no-restaurado en el suroeste de la Plaza C.
Estructura 7, en el lado suroeste de la Plaza C, es un campo de juego de pelota de dimensiones similares a la estructura 8. Era el juego de pelota del clan Xajil y puede haber sido el más antiguo de los dos campos de juego. Cada extremo de la cancha tenía una escalera proyectándose y una escalera adicional hacia el sureste. Una escultura de cabeza recuperada de la Plaza C, puede originalmente haber sido un marcador de este juego de pelota.

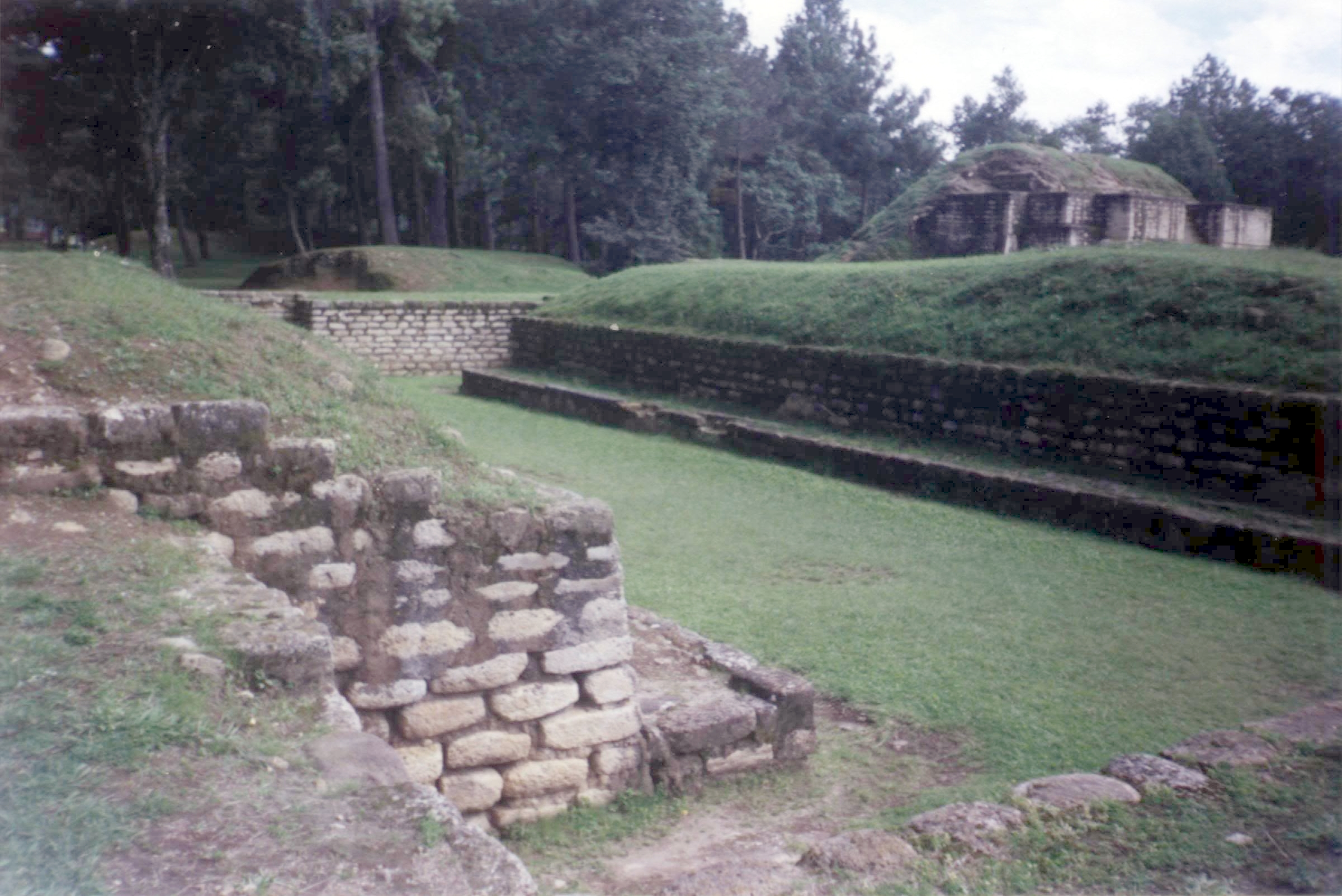
Estructura 8, un campo de juego de pelota hundido en el lado suroeste de la Plaza A.

Estructura 8 se encuentra en el lado suroeste de la Plaza A. Se trata de un campo de juego en forma de , que mide 40 m de largo con un área de juego de 30 por 7 m. Las zonas finales de la pista están cerradas y se accede a ellas por medio de escaleras. Las dos plataformas laterales que delimitan el área de juego se extendieron construyendo al lado exterior. En el idioma kaqchikel los campos de juego de pelota fueron llamados hom y se consideraban portales de acceso a Xibalbá, el inframundo. La Estructura 8, ha sido excavada y restaurada. Las excavaciones revelaron dos niveles de piso de yeso, lo que indica que el campo de juego de pelota había sido construido durante la segunda de las tres fases principales de construcción en Iximché, que data de alrededor de 1500 d. C.
Estructura 9-sub tenía dos pilares que separaban tres entradas.
Estructura 10 tenía un patio interno cerrado en tres de sus lados por el propio edificio.
Estructura 13 se encuentra entre las Plazas A y B y contaba con un patio interno encerrado por tres lados, al igual que la Estructura 10.
Estructura 14 es un altar circular en la Plaza B que tiene un diámetro de 3,5 m. Es muy semejante a los utilizados para el así llamado «sacrificio de gladiadores» de los aztecas y puede haber servido para el mismo propósito. Esta hipótesis está apoyada por la presencia del entierro de un noble, enterrado con tres compañeros.
Estructura 22 es una estructura amplia en el lado norte de la Plaza A. Sobrevivieron las bases de los pilares que separaron cinco entradas. La Estructura 22 es una de las plataformas de palacio más bien conservadas en Iximché, y tenía bancos construidos contra el lado interior de tres de las paredes y fogones empotrados en el suelo.
Estructura 24 - dos crudas esculturas de cabezas zoomórficas, posiblemente cabezas de jaguar, fueron encontradas cerca de esta estructura. Fueron probablemente marcadores de juego de pelota provenientes de uno de los dos campos de juego. Es probable que sirvieran como un núcleo sobre el cual se aplicó estuco modelado.
Estructura 27 está ubicada detrás del Templo 2. En su interior fue encontrada la tumba noble E-27-A.
Estructura 38 es una plataforma de 61 m de largo que encerró totalmente el lado norte de la Plaza C. Soportaba tres estructuras residenciales, cada una de las cuales tenía su propia escalera. Se recuperó cerámica doméstica asociada con estos edificios. También se encontró un quemador de incienso con la efigie de Tláloc, el dios de la lluvia del centro de México.

### Restos humanos
Los restos de esqueletos de más de 100 personas han sido excavados en Iximché, algunos de los cuales muy bien conservados. Lamentablemente, los huesos se mezclaron cuando fueron almacenados cerca del lugar después de la excavación, y sus ubicaciones originales ya no son claras. Treinta y seis cráneos fueron analizados por los arqueólogos, de los cuales 25 muestran evidencia de decapitación, una práctica de sacrificio comúnmente representada en el arte maya del Período Clásico. Trece de estos sacrificios eran de sexo masculino, siete eran mujeres y de cinco no fue posible determinar el sexo. En base al desarrollo del cráneo se determinó que la mayoría de los sacrificados eran adultos jóvenes, diez de ellos entre 15 y 21 años de edad y once de poco más de 21 años de edad. Es probable que los individuos sacrificados no fueran kaqchikeles, sino que eran cautivos de estados enemigos. Menos del 3% de los cráneos analizados mostraron evidencia de anemia por deficiencia de hierro, un porcentaje muy bajo en comparación con los restos recuperados de Copán y Altar de los Sacrificios (64% y 88% respectivamente). Este bajo porcentaje indica que estos individuos no habían sido expuestos a estrés dietético y es probable que pertenecieran a la élite. 31% de los cráneos presentaban evidencias de infección, casi la mitad de las cuales eran infecciones activas en el momento de la muerte, aunque ninguna de ellas fue grave. La mitad de estas infecciones dejaron huellas en el seno maxilar, lo que sugiere un nivel bastante alto de patógenos en el aire del medio ambiente. Un análisis del esmalte dental realizado en 19 individuos reveló hipoplasia en los dientes de un 89% de ellos, lo que indica un alto nivel de mala salud en los primeros 7 años de la infancia.
Todas las tumbas excavadas eran entierros intrusivos bajo plataformas residenciales. Todos los restos humanos fueron encontrados en posición de cuclillas sin ninguna orientación en particular. Muchos de los restos fueron encontrados con un cuchillo de obsidiana roto. Algunos entierros tenían otras ofrendas, por ejemplo el de una mujer con utensilios domésticos, algunos de los cuales estaban ennegrecidos con hollín. Dos entierros de niños tenían, cada uno, una cuenta de jade; y el entierro de un anciano de sexo masculino incluía piezas de pino y encino quemados.
Entierro E-27-A es una tumba noble en la Estructura 27 de la Plaza A. Los restos de tres adultos sacrificados fueron encontrados amontonados boca abajo en un espacio de 1 m². Debajo de las personas sacrificadas se encontraron los restos de una persona sentada. Esta persona llevaba una diadema de oro con un mosaico de jade y turquesa, y un collar con diez representaciones de cabezas de jaguares, junto con cuarenta pequeñas cuentas de oro. En cada brazo llevaba un brazalete hecho del hueso occipital de un cráneo humano y grabado con diseños finos que incluyen pájaros y estrellas que cuelgan de una faja celeste al estilo mexicano. Una pieza de jade finamente trabajada fue encontrada cerca de la mandíbula inferior y originalmente había probablemente sido colocada dentro de la boca de la persona fallecida. También se recuperó un adorno de nariz hecho de cobre en forma de luna y algunas cuentas de jade, una de las cuales representaba una deidad similar a la representada en los incensarios encontrados en el Templo 3. Los restos datan de la primera fase de ocupación de Iximché y el difunto había fallecido en batalla de un golpe en la cabeza con un objeto contundente. El entierro ha sido tentativamente identificado como el de uno de los dos hijos de Wuqu-Batz' del clan Xajil, que murió en las guerras expansionistas de los kaqchikeles, sea Chopena-Tz'i'kin Uka, sea Chopena-Tohin.